# 銭儀吉

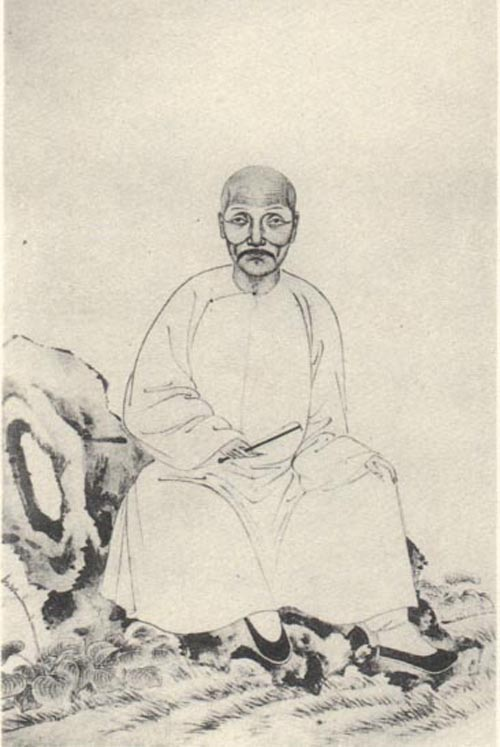
銭儀吉

銭 儀吉（せん ぎきつ、Qian Yiji、1783年 ‐ 1850年）、字は藹人、号は衎石または新梧。清朝の歴史家。
浙江省嘉興出身。幼いころからいとこの銭泰吉（号は警石）と切磋琢磨し、「嘉興二石」と称された。1808年に進士になり、翰林院庶吉士となり、最終的に工科給事中に至った。地理学に通じ、粤東学海堂の主講となった。

## 著作
- 『衎石斎紀事稿』10巻
- 『続稿』10巻
- 『刻楮集』4巻
- 『旋逸小稿』2巻
- 『皇輿図説』40巻
- 『三国会要』22巻
- 『国朝献徴集』
- 『碑伝集』